# Eimeria macroresidualis
Eimeria macroresidualis is een soort in de taxonomische indeling van de Myzozoa, een stam van microscopische parasitaire dieren. Het organisme komt uit het geslacht Eimeria en behoort tot de familie Eimeriidae. Eimeria macroresidualis werd in 1983 ontdekt door Levine.